# Patrik Siegl
Patrik Siegl (Šternberk, 26 febbraio 1976) è un calciatore ceco, centrocampista del Fotbal Třinec.

## Carriera

### Club
La sua carriera è iniziata nell'Unex Uničov dove ha giocato da giovane. All'età di 17 anni si è unito alle giovanili del Vitkovice e ha fatto anche 4 presenze con la prima squadra.
Dal 1994 fino al 1995 va a far parte dello Znojmo.